# メタ理論
メタ理論（メタりろん、英: metatheory）とは、理論についての理論のことである。あらゆる研究領域はそれぞれ、何らかのメタ理論を共有しており、それは明示された正しい理論である場合もあればそうでないこともある。より厳密な特定の意味で使用される場合、メタ理論は数学や数理論理学における「数学理論についての数学理論」のことを指す。
下記はメタ理論的な言明の例である。
| 「 | あらゆる物理学理論は、どれも仮説であるという意味で、常に暫定的なものである。その真理性を証明することなどできない。ある理論に整合的な実験結果を何度得たとしても、次に実験をしたときに理論外の結果が出てこない保証などないのである。他方で、理論の示す予測に反する観察結果が一つでも見つかれば、それによって理論を反証することができる。 | 」 |

メタ理論的探求は、科学哲学の研究対象であることが多い。また、個別科学のメタ理論はその個別科学自身によっても取り扱われる。

## 分類学
諸理論の検討において、最初に行われることは理論のクラスを特定すること、すなわち理論の分類を行うことである。

## 数学におけるメタ理論
20世紀の哲学においてメタ理論という概念が注目を集めるようになったのは、ドイツの数学者ダフィット・ヒルベルトが1905年に数学の無矛盾性・完全性を証明するための計画を提案し、メタ数学という分野を生み出したことによる。証明を成功させたいというヒルベルトの望みは、無矛盾性の証明が不可能であることを不完全性定理を用いて示した1931年のクルト・ゲーデルの論文によって打ち砕かれた。しかしながら、メタ数学的な議論を生み出した未解決の数学的問題であるヒルベルト・プログラムは、その後も影響を持ち続け、20世紀の数学界を方向付けてきた。
メタ理論の研究はその後、他の学問分野への応用も広く行われるようになり、特に言語学とそこで用いられるメタ言語という概念は顕著な例である。